# 絶巌運奇
絶巌運奇（ぜつがん うんき）は、南北朝時代の臨済宗の僧。

## 経歴・人物
加賀伝燈寺の恭翁運良の法を嗣ぎ、のち越中長慶寺の開山となる。